# Independência
Independência é a desassociação de um ser em relação a outro, do qual dependia ou era por ele dominado. É o estado de quem ou do que tem liberdade ou autonomia.
Antónimo de dependência (neste verbete, ver a Teoria da Dependência).
Em Política, o conceito de independência de um país ou território é a conquista e manutenção da sua soberania política e econômica, que pode ser absoluta ou relativa.
A independência absoluta diz respeito aos estados que possuem integral governo de seus atos, no plano interno, regido ou não pelo Estado de Direito. Diz-se relativa a Independência quando o ente goza de determinadas competências que lhe são exclusivas, e que devem ser respeitadas pelo ente hierarquicamente superior (por exemplo: o estado ou província, em relação aos municípios), ou em casos excepcionais, os Estados sob intervenção internacional (exemplo: o Haiti sob intervenção da ONU).

## Independência de Portugal

Primeira bandeira de Portugal, a de D. Afonso Henriques.

Se rápida foi a conquista romana da Península ibérica, a reconquista pelos visigodos foi francamente mais lenta. Este processo gradual originou o nascimento de pequenos reinos que iam sendo alargados à medida que a Reconquista era bem sucedida. Primeiro, o Reino das Astúrias, que viria a dividir-se entre os filhos de Afonso III das Astúrias quando morreu. Assim nasciam os reinos de Leão e Castela e, mais tarde, de Navarra e Aragão e da Galiza, sendo que este compreendia já as terras de Portucale, que correspondia mais ou menos os territórios que hoje fazem parte de Portugal, até à cidade de Coimbra.
Afonso VI de Leão e Castela, (autodenominado Imperador de toda a Espanha), entregou por mérito a um cruzado o governo do Reino da Galiza ao Conde Raimundo, juntamente com a sua filha Urraca para que estes formassem uma aliança. A partir daí, as chamadas terras de Portucale passam a ser um Condado (Condado Portucalense) dependente do Reino da Galiza, que por sua vez prestava vassalagem a Afonso VI de Leão e Castela, Imperador de toda a Hispânia Cristã.
Alguns anos mais tarde, em 1096, descontente com as políticas bélicas de Raimundo, Afonso VI entrega o governo do Condado Portucalense ao primo de Raimundo, Rei do Reino da Galiza, o Conde D. Henrique de Borgonha, juntamente com a sua outra filha, D. Teresa, passando assim a ser Conde de Portucale. Na prática, o Condado Portucalense deixava de ser dependente do Reino de Galiza, para prestar vassalagem directamente ao Reino de Leão, o que provocou um grande descontentamento entre a nobreza galega.
Deste condado, nasceria o reino de Portugal. D. Henrique governou no sentido de conseguir uma completa autonomia para o seu condado e deixou uma terra portucalense muito mais livre do que aquela que recebera. Aquando a morte de D. Henrique (1112), sucede-lhe a viúva deste, D. Teresa, no governo do condado durante a menoridade do seu filho Afonso Henriques. Inicialmente, o pensamento de D. Teresa foi idêntico ao do seu marido: fortalecer a vida portucalense, conseguir a independência para o condado. D. Teresa começou (1121) a intitular-se «Rainha», mas os muitos conflitos diplomáticos e a influência que concedeu a alguns nobres galegos (principalmente a Fernão Peres) na gerência dos negócios públicos prejudicou o seu esforço de tal maneira a que D. Teresa foi obrigada a abdicar das suas pretensões, e mudar de política. Por esta altura, D. Teresa planeava uma união com a poderosa família galega dos Trava, unindo assim novamente o Condado Portucalense ao Reino de Galiza, inviabilizando toda e qualquer aspiração portuguesa à independência.
Aos catorze anos de idade (1125), o jovem Afonso Henriques, com o apoio da nobreza portuguesa, arma-se a si próprio cavaleiro – segundo o costume dos reis – tornando-se assim guerreiro independente. A posição de favoritismo em relação aos nobres galegos e a indiferença para com os fidalgos e eclesiásticos portucalenses por parte de sua mãe, D. Teresa, originou a revolta destes, sob chefia do seu filho, D. Afonso Henriques.
A luta entre D. Afonso Henriques e sua mãe desenrola-se, até que a 24 de Junho de 1128 se trava a Batalha de São Mamede (Guimarães) e D. Teresa é expulsa da terra que dirigira durante 15 anos. Uma vez vencida, D. Afonso Henriques toma conta do condado, declarando-o reino independente, dado que ele era neto de Afonso VI, Imperador de toda a Hispânia, passando a assinar todos os documentos oficiais não como Conde, mas sim como Rei.
Continuou, no entanto, a lutar contra as forças de Afonso VII de Leão e Castela (inconformado com a perda das terras portuguesas, pois à semelhança de sei pai, Afonso VI, ele também se intitulava como Imperador), enquanto paralelamente travava lutas contra os muçulmanos. Em 1139, depois de uma estrondosa vitória na batalha de Ourique contra um forte contingente mouro, D. Afonso Henriques afirma-se como Rei de Portugal, e com o apoio dos chefes portugueses, é aclamado como Rei soberano.
Nascia, pois, em 1139, o Reino de Portugal e sua primeira dinastia, com o Rei Afonso I de Portugal (D. Afonso Henriques). Só a 5 de Outubro de 1143 é reconhecida independência de Portugal pelo rei Afonso VII de Castela, no Tratado de Zamora, assinando-se a paz definitiva. Desde então, D. Afonso Henriques (Afonso I) procurou consolidar a independência por si declarada. Fez importantes doações à Igreja e fundou diversos Conventos. Dirigiu-se ao Papa Inocêncio II e declarou Portugal tributário da Santa Sé, tendo reclamado para a nova monarquia a protecção pontifícia. Em 1179 o Papa Alexandre III, através da Bula Manifestis Probatum, reconhece a existência de Portugal como país independente e vassalo da Igreja Católica Apostólica Romana.
Na continuação das conquistas procurou também terreno ao sul, povoado, até então, por mouros e, após ver malograda a primeira tentativa de conquistar Lisboa em 1142, feito que só conseguiu realizar em 24 de Outubro do mesmo ano, após conquistar Santarém no dia 15 de Março com o auxílio de uma poderosa esquadra com 160 navios, e um contingente de 12 a 13 mil cruzados que se dirigiam para a Terra Santa.

## Independência do Brasil
Foi o processo histórico de separação entre o então Reino do Brasil e Portugal, que ocorreu de 1821 a 1825, colocando em violenta oposição as duas partes. As Cortes Gerais e Extraordinárias da Nação Portuguesa, instaladas em 1820, como consequência da Revolução Liberal do Porto, tomam decisões, a partir de 1821, que tinham como objetivo reduzir a autonomia adquirida pelo Brasil, o que na prática o faria retornar ao seu antigo estatuto colonial.
Em 1807, o exército francês invadiu o Reino de Portugal, que se recusava a participar do bloqueio continental contra o Reino Unido. Incapaz de resistir ao ataque, a família real e o governo português fugiram para o Brasil, que era então a mais rica e desenvolvida das colônias portuguesas. A instalação do Tribunal de Justiça no Rio de Janeiro representou uma série de transformações políticas, econômicas e sociais que levaram à decisão do Príncipe Regente D. João, em 16 de dezembro de 1815, de elevar o Brasil à condição de reino, unido com sua ex-metrópole.
Porém, em 1820, a revolução liberal eclodiu em Portugal e a família real foi forçada a retornar a Lisboa. Antes de deixar o Brasil, no entanto, D. João nomeou o seu filho mais velho, D. Pedro de Alcântara de Bragança, como Príncipe Regente do Brasil (1821). Embora Dom Pedro fosse fiel ao pai, a vontade das cortes portuguesas em repatriá-lo e de retornar o Brasil ao seu antigo estatuto colonial o levou a rebelar-se. Oficialmente a data para independência do Brasil é de 7 de setembro de 1822, ocasião em que ocorreu o evento conhecido como o Grito do Ipiranga. Em 12 de outubro de 1822, o príncipe foi aclamado D. Pedro I, Imperador do Brasil, sendo coroado e consagrado em 1º de dezembro de 1822, e o país passou a ser conhecido como o Império do Brasil.
Durante a guerra de independência — iniciada com a expulsão dos exércitos portugueses de Pernambuco em 1821 — formou-se o Exército Brasileiro, a partir da contratação de mercenários, alistamento de civis e de algumas tropas coloniais portuguesas. O exército imediatamente se opôs às forças portuguesas, que controlavam algumas partes da nação. Ao mesmo tempo que o conflito tomava lugar, ocorreu em Pernambuco um movimento revolucionário conhecido como a Confederação do Equador, que pretendia formar seu próprio governo, republicano, mas foi duramente reprimido. Depois de três anos de conflito armado, Portugal finalmente reconheceu a independência do Brasil, e em 29 de agosto de 1825 foi assinado o Tratado de Amizade e Aliança firmado entre Brasil e Portugal. Em troca do reconhecimento como estado soberano, o Brasil se comprometeu a pagar ao Reino de Portugal uma indenização substancial e assinar um tratado de comércio com o Reino Unido como indenização por sua mediação.

## Movimentos contemporâneos por independência
Vários movimentos políticos e sociais reivindicam a autonomia de territórios ou nações, atualmente sob domínio de outros. Alguns optam pela via pacífica e diplomática para fazer valer suas exigências. Outros, no entanto, apelam para luta armada e até terrorismo.
Nesta situação encontram-se nações como a Irlanda do Norte em relação ao Reino Unido; o País Basco, em relação à Espanha e França; o Tibete, face à República Popular da China; algumas repúblicas oriundas da União Soviética; a Armênia diante da Turquia, Iraque e Rússia, dentre outros.
Maior conflito europeu depois da Segunda Guerra Mundial, a Independência das ex-repúblicas da Iugoslávia (Eslovênia, Croácia, Macedônia (atual Macedônia do Norte), Montenegro, Sérvia e Bósnia e Herzegovina) revelou o potencial explosivo ainda latente em várias partes do globo.

## Continentes
Tabela com o número de países independentes por continente.
| Continente | Imagem | #  | Primeiro país independente       | País mais velho | Último país independente     | País mais novo      |
| ---------- | ------ | -- | -------------------------------- | --------------- | ---------------------------- | ------------------- |
| América    |        | 35 | Estados Unidos da América (1776) |                 | São Cristóvão e Nevis (1983) |                     |
| Europa     |        | 50 | São Marinho (301)                |                 | Kosovo (2008)                |                     |
| África     |        | 54 | Etiópia (1137)                   |                 | Sudão do Sul (2011)          | Sudão do Sul (2011) |
| Ásia       |        | 45 | China (2070 a.C)                 |                 | Timor-Leste (2002)           |                     |